# Dysomma dolichosomatum
Dysomma dolichosomatum är en fiskart som beskrevs av Sigmund Karrer 1982. Dysomma dolichosomatum ingår i släktet Dysomma och familjen Synaphobranchidae. Inga underarter finns listade i Catalogue of Life.